# Mecan
Mecan – miasto w Stanach Zjednoczonych, w stanie Wisconsin, w hrabstwie Marquette.